# Timpisini
Timpisini – inkhundla w Dystrykcie Hhohho w Królestwie Eswatini. Według spisu powszechnego ludności z 2007 r. zamieszkiwało go 8 471 mieszkańców. Inkhundla dzieli się na cztery imiphakatsi: Kahhohho, Mashobeni, Mvembili, Ndlalambi/Ludzibini.